# Yalıncak, Trabzon
Yalıncak là một thị trấn thuộc huyện Trabzon, tỉnh Trabzon, Thổ Nhĩ Kỳ. Dân số thời điểm năm 2011 là 3.231 người.